# Маркдорф
Маркдорф (нім. Markdorf) — місто в Німеччині, знаходиться в землі Баден-Вюртемберг. Підпорядковується адміністративному округу Тюбінген. Входить до складу району Бодензе.
Площа — 40,92 км2. Населення становить 14 156 ос. (станом на 31 грудня 2020).